# Щербинин, Виталий Евгеньевич
Виталий Евгеньевич Щербинин (1 января 1938, Юдино, Челябинская область — 26 февраля 2022, Екатеринбург) — советский и российский учёный-физик, доктор технических наук, член-корреспондент Академии наук СССР и РАН, художник, поэт.

## Биография
Родился 1 января 1938 года в селе Юдино Юдинского сельсовета Петуховского района Челябинской области, ныне город Петухово — административный центр Петуховского муниципального округа Курганской области. Родители жили в деревне Тёплой (Теплодубровной) того же района, но в 1938 году переехали в Юдино, в семье было трое детей (Иван, Василий, Виталий — младший).
В 1959 году окончил Уральский государственный университет им. А. М. Горького.
С 1959 года работал в Институте физики металлов УрО АН СССР (РАН) (Свердловск, Екатеринбург), где прошёл путь от лаборанта в лаборатории технического электромагнетизма (руководитель Рудольф Иванович Янус) до директора института (1986—1998), с 1999 года — заведующий отделом, а с 2009 года — научный руководитель отдела неразрушающего контроля.
В 1967 году защитил кандидатскую диссертацию «Исследование возможности селективного выявления нарушений сплошности в ферромагнитных изделиях феррозондовым методом». С 1982 года — доктор технических наук, диссертация «Магнитоферрозондовый и магнитографический методы выявления дефектов сплошности и измерения толщины».
Научная деятельность: разработка теоретических основ и создание средств неразрушающего контроля материалов и изделий, исследования взаимодействия электромагнитных полей с металлами, исследования по физическим основам магнитной толщинометрии.
В. Е. Щербининым совместно с Н. Н. Зацепиным были разработаны малогабаритные феррозондовые преобразователи для неразрушающего контроля изделий проката. Первый в СССР феррозондовый дефектоскоп для контроля цельнотянутых труб внедрён на Первоуральском новотрубном заводе. На Серовском металлургическом заводе для контроля прутков из стали ШХ-15 была проведена работа по замене магнитопорошкового метода феррозондовым. Здесь были применены феррозонды, позволяющие с высокой чувствительностью выявлять мельчайшие дефекты типа волосовин. Впоследствии феррозондовый метод был распространён на шовные трубы. Феррозондовый контроль нашёл широкое применение на железнодорожном транспорте.
В 1987 году организовал при Институте физики металлов и возглавил филиал кафедры Уральского ордена Трудового Красного Знамени политехнического института имени С. М. Кирова. С 1998 года профессор Уральского государственного технического университета.
Член-корреспондент АН СССР (1990) и РАН (1990).
Член редакционной коллегии журнала «Дефектоскопия». Был основателем и соруководителем творческого объединения «Вдохновение», которое работает в Уральском отделении РАН.
Умер 26 февраля 2022 года в городе Екатеринбурге Свердловской области, похоронен на Широкореченском кладбище.

## Награды и звания
- Лауреат Премии Правительства Российской Федерации, 1996 год, в составе коллектива учёных, за разработку и внедрение новых методов магнитного контроля дефектов
- Орден Дружбы, 7 февраля 2002 года[8]
- Орден «Знак Почёта», 1981 год
- Медаль «За трудовую доблесть», 1975 год
- Юбилейная медаль «За доблестный труд. В ознаменование 100-летия со дня рождения Владимира Ильича Ленина», 1970 год

## Увлечения
- Художник-график, два этажа института физики металлов вместили галерею портретов его коллег. Регулярно участвовал в выставках Екатеринбургского отделения Союза художников России.
- Поэт[9]. В своих сонетах, лирических стихах В. Щербинин краток, афористичен, он смотрит на мир через призму доброй иронии и самоиронии[10]. Некоторые юмористические и сатирические стихи опубликованы в журнале «Красная бурда».
- Виталий Арк — коллективный псевдоним карикатуристов Добромыслова Аркадия Васильевича и Щербинина Виталия Евгеньевича[11].

## Книги

### Научные труды
- Михайлов С. П., Щербинин В.Е. Физические основы магнитографической дефектоскопии / Отв. ред. Г.С. Корзунин. — М.: Наука, 1992. — 238 с. — 420 экз. — ISBN 5-02-006821-7.[12]
- Неразрушающий контроль и диагностика. — М., 1995 (в соавт.);
- Магнитный контроль качества металлов. — Екатеринбург, 1996 (в соавт,);
- Магнитные методы контроля // Энциклопедия машиностроения. — М., 1996.

### Сочинения
- Щербинин В.Е. Сто сонетов. — Екатеринбург: Банк культур. информ., 1997. — 100 с. — 11 000 экз. — ISBN 5-7851-0032-0.[13]
- Щербинин В.Е. Сюжеты. — Екатеринбург: Банк культурной информации, 2004. — 135 с.

### Карикатуры
- Арк В. Без слов и со словами. — Свердловск: Средне-Уральское книжное издательство, 1964. — 32 с. — 30 000 экз.[14]